# Ons uniform
Ons uniform (Perzisch:یونیفرم ما) is een Iraanse korte animatiefilm uit 2023 onder regie van Yegane Moghaddam. Ze ontwikkelde de film met een heel klein team en budget waarbij haar vader als producent diende. In de film haalt een Iraans meisje herinneringen aan haar schooltijd op door de rimpels en stoffen van haar oude uniform, heel letterlijk. In plaats van papier, canvas of een digitaal medium gebruikte Moghaddam rechtstreeks de stof die wordt gebruikt voor het maken van schooluniformen.

## Release en ontvangst
De film ging op 6 mei 2023 in première op het Animayo film festival in Gran Canaria. In 2024 ontving de film een Oscarnominatie voor Beste korte animatiefilm.
De film werd ook vertoond in Museum Arnhem tijdens de expositie Iraanse vrouwen in animatie, die liep van september 2024 tot januari 2025.

## Prijzen en nominaties
De belangrijkste:
| Jaar | Prijs          | Categorie                | Genomineerde(n)          | Uitslag     |
| ---- | -------------- | ------------------------ | ------------------------ | ----------- |
| 2024 | Academy Awards | Beste korte animatiefilm | Beste korte animatiefilm | Genomineerd |